# (5551) Glikson
(5551) Glikson es un asteroide perteneciente al cinturón de asteroides descubierto el 24 de enero de 1982 por Carolyn Shoemaker y por su esposo que también era astrónomo Eugene Shoemaker desde el Observatorio del Monte Palomar, Estados Unidos.

## Designación y nombre
Designado provisionalmente como 1982 BJ. Fue nombrado Glikson en honor de Andrew Y. Glikson, científico investigador senior retirado de la Organización Australiana de Estudios Geológicos. Geólogo de visión y creatividad, es uno de los principales investigadores del Precámbrico temprano. Especialmente conocido por su trabajo en el Archean de Australia Occidental y en las complejas rocas del Bloque Musgrave. También es conocido por su trabajo sobre los cráteres de impacto y sobre el posible papel de los impactos en la geología del Archean.

## Características orbitales
Glikson está situado a una distancia media del Sol de 2,316 ua, pudiendo alejarse hasta 2,771 ua y acercarse hasta 1,860 ua. Su excentricidad es 0,196 y la inclinación orbital 23,99 grados. Emplea 1287,38 días en completar una órbita alrededor del Sol.

## Características físicas
La magnitud absoluta de Glikson es 13,3. Tiene 5,605 km de diámetro y su albedo se estima en 0,348. 